# آنی باتیکیان
آنی باتیکیان (ارمنی: Անի Բատիկյան؛ انگلیسی: Ani Batikian زادهٔ ۲۲ نوامبر ۱۹۸۲) نوازنده ویولن و موسیقی‌دان اهل ارمنستان است. وی از سال میلادی تا کنون فعالیت می‌کند.

## زندگی‌نامه
در ۲۲ نوامبر ۱۹۸۲ در ایروان به دنیا آمد باتیکیان آموزش در سال ۱۹۹۸ در کنسرواتوار دولتی کومیتاس ایروان و از آکادمی سلطنتی موسیقی فارغ‌التحصیل شد.

## جوایز
باتیکیان برنده جوایز بسیاری شده است از جمله:
- جایزه هیلدا بایلی[الف]
- جایزه یادبود دیوید ناکس[ب]
- جایزه دونبار-گربر[پ]
- جایزه کوارتت زهی میبل گلوور[ت]
- جایزه گاورنر برای موسیقی مجلسی[ث]
- جایزه ویلفرد پاری[ج]
- جایزه مارجری هیوارد[چ]
- جایزه هنری دوآر[ح] (2007)[۴]

## یادداشت
1. ↑  Hilda Bailey Prize
2. ↑  David Knox Memorial Prize
3. ↑  Dunbar-Gerber Prize
4. ↑  Mabel Glover String Quartet Prize
5. ↑  Governors’ Prize for Chamber Music
6. ↑  Wilfred Parry Prize
7. ↑  Marjorie Hayward Prize
8. ↑  Dewar Arts Award prize